# Mezosziderit

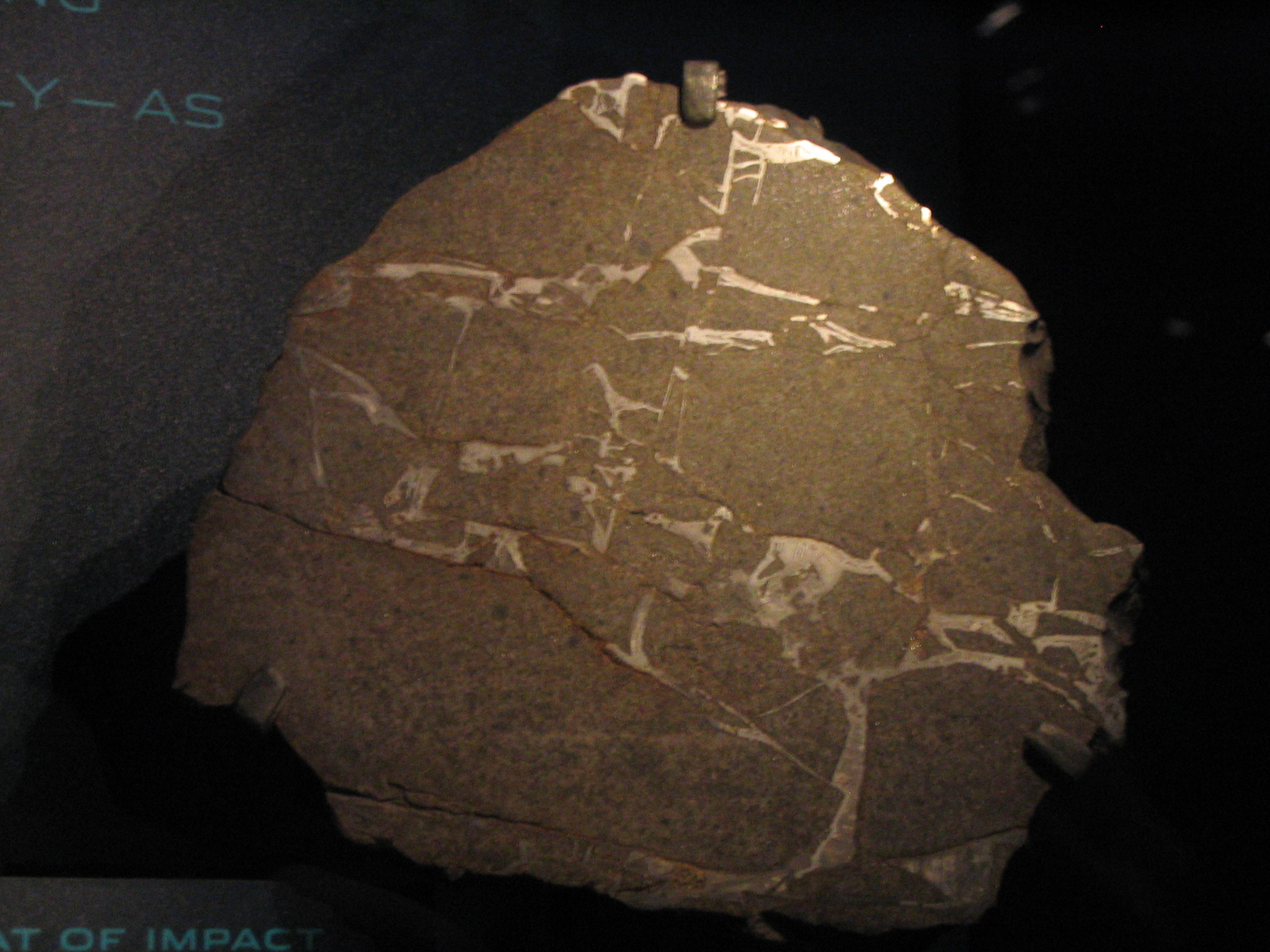
Portales Valley

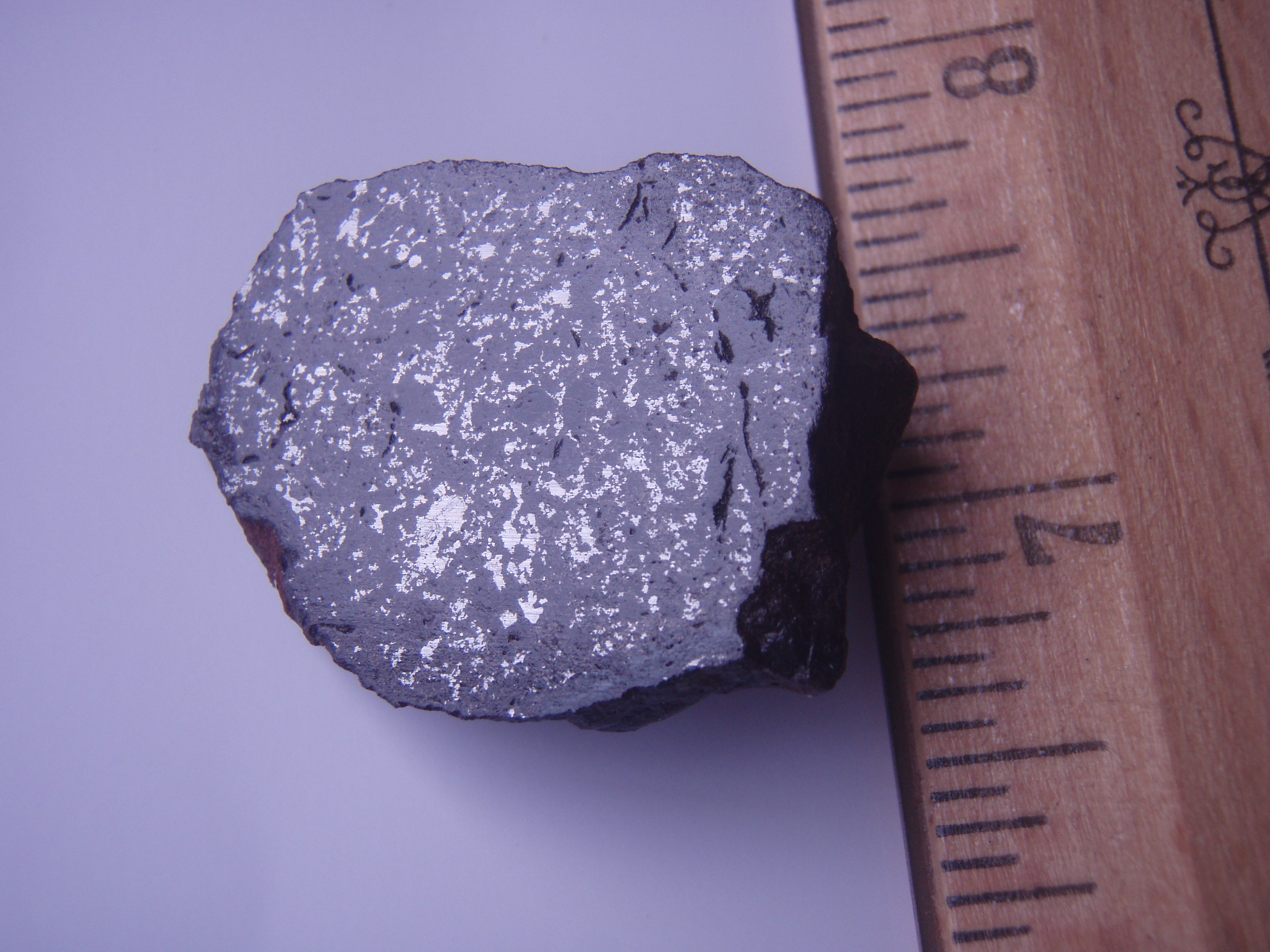
Vaca muerta

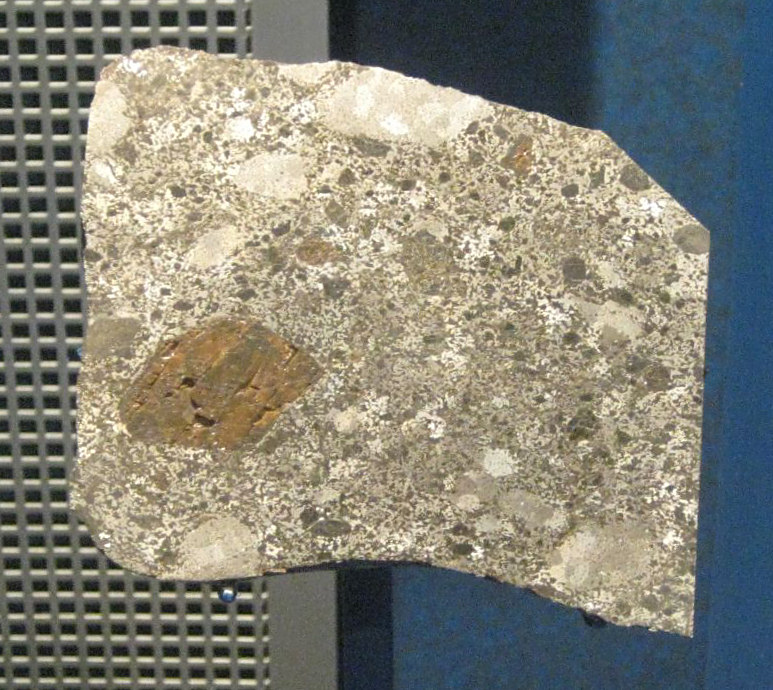
Chinguetti

A mezosziderit a meteoritok egyik típusa a kő-vas meteoritok körében. Felerészt fémes nikkel-vas ötvözetből, és felerészt szilikát összetevőkből áll. 7 hullást észleltek és csaknem 150 példányuk ismeretes.

## Szövetük
A mezoszioderitek breccsásak. A szilikátos részben főleg olivint, piroxént és Ca-ban gazdag földpátot találunk. Ezeknek a szilikátoknak az összetétele az eukritokkal és a diogenitekkel (a HED meteoritokkal) rokon.
A múlt év nyaráig (2009) 145 mezoszideritet tartottak számon. Ezek közül 44-et az Antarktiszon gyűjtöttek. Néhány mezosziderit a legnagyobb méretű meteoritok közé tartozik.

## Nevezetes mezoszideritek
Az egyik leghíresebb talált mezosziderit a Vaca Muerta. Ez a meteorit Chilében, az Atacama sivatagban hullott. Mintegy 3800 kilogrammnyi töredékét sikerült összegyűjteni a szórásmezőn.
Tanulságos a fölfedezése is. Fémkereső sivatagjáró emberek találták meg első példányait a 19 században. Azt hitték azonban, hogy ezüstércnek a felszínre bukkanására leltek. Amikor azonban kémiai elemzéssel kiderült, hogy a fémes darabok vas-nikkelből állnak, fény derült a meteoritikus eredetre is.
Egy másik nevezetes mezodsziderit hullásból származik. 1995 szeptember 7-én hullott Kínában. A Neve Dong Ujimqin Qi. Mintegy 129 kilogrammnyi anyagot gyűjtöttek össze.
Ugyancsak nevezetes az Egyesült Államokban, Iowa Államban 1879, május 10-én, Estherville-ben megfigyelt mezosziderit hullás is. A fényes tűzgolyó megjelenése után néhány nagyobb tömegű darabban hullott le, amiből 320 kilogrammnyit gyűjtöttek össze.
Ismertebb hullások még: Lowicz, Lengyelország, 1935, március 12 (59 kg). Barea, Spanyolország, 1842, Varamin, Irán, 1882, Dyarrl-sziget, Pápua Új-Guinea, 1933, Patwar, India, 1935.
Ausztrália egyetlen ismert mezosziderit meteoritja vájta ki a Dalgaranga-krátert.

## Külső hivatkozások
- Mezoszideritek képe a Northen Arizona University anyagából
- The Meteoritical Bulletin Database
- A Bondoc mezoszideritről
- Egy valószínűleg mezosziderit forráségitest az 5404 Uemura kisbolygó